# Acalypha friesii
Acalypha friesii é uma espécie de flor do gênero Acalypha, pertencente à família Euphorbiaceae.